# 제임스 더크워스

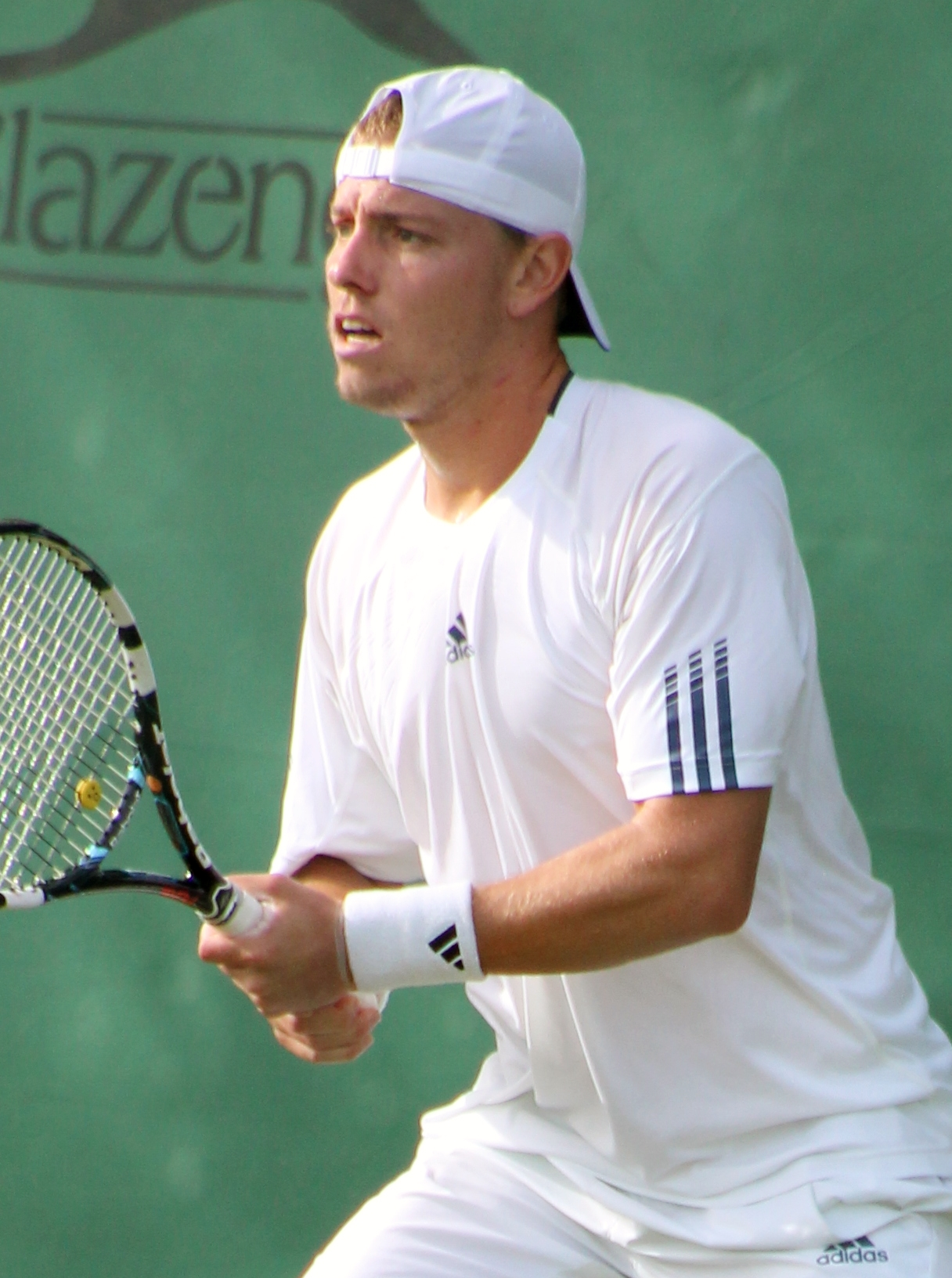
2014년의 더크워스 선수

제임스 더크워스(영어: James Duckworth, 1992년 1월 21일~)는 오스트레일리아의 테니스 선수이다. 플레이스타일은 오른손잡이, 양손 백핸드이다. 2010년에 프로로 데뷔했다.